# Fiat Ritmo
O Fiat Ritmo foi um automóvel de segmento C, com motor dianteiro e tração dianteira fabricado e comercializado pela Fiat, lançado em abril de 1978 no Salão do Automóvel de Turim e oferecido nas carrocerias hatch e conversível de 3 e 5 portas – de 1978 a 1988 com dois facelifts. Antecessor do Fiat Tipo.
Estilizado por Sergio Sartorelli no Centro Stile da Fiat em Turim, as versões de exportação para o Reino Unido, EUA e Canadá foram comercializadas como Strada. Em 1979, iniciou-se a produção do SEAT Ritmo em Espanha, com um facelift em 1982, o SEAT Ronda.
O nome Ritmo deriva do italiano para "ritmo" e Strada deriva do italiano para "estrada". A produção atingiu um total de 1.790.000 e terminou no início de 1988, sendo substituído pelo Fiat Tipo.